# Eleições municipais em Aracaju em 1988
As eleições municipais em Aracaju em 1988 aconteceram em 15 de novembro, como parte das eleições municipais em 24 estados brasileiros e nos  territórios federais do Amapá e Roraima. Neste caso foram eleitos o prefeito Wellington Paixão e o vice-prefeito Carlos Alberto Menezes.
Natural de Aracaju, o advogado Wellington Paixão graduou-se na Universidade Federal de Sergipe, trabalhando antes como bancário, comerciário e funcionário público da Empresa Energética de Sergipe (ENERGIPE). Membro do PCB quando este partido estava na clandestinidade, foi candidato a vereador de Aracaju pelo MDB em 1966 e a deputado federal em 1970, sem lograr êxito. Durante a administração de Jackson Barreto, foi secretário municipal de Assuntos Jurídicos da prefeitura de Aracaju e secretário do Trabalho no governo Antônio Carlos Valadares. Após integrar uma dissidência do PMDB liderada por Jackson Barreto, seguiu rumo ao PSB e foi eleito prefeito da capital sergipana em 1988.

## Resultado da eleição para prefeito
Foram apurados 136.771 votos nominais (81,28%), 13.297 votos em branco (7,90%) e 18.203 votos nulos (10,82%), resultando no comparecimento de 168.271 eleitores.
| Candidatos a prefeito de Aracaju | Candidatos a vice-prefeito | Número | Coligação                                   | Votação | Percentual |
| -------------------------------- | -------------------------- | ------ | ------------------------------------------- | ------- | ---------- |
| Wellington Paixão PSB            | Carlos Alberto Menezes PDT | 40     | Frente Progressista (PSB, PDT, PSDB, PCdoB) | 78.257  | 57,22%     |
| Lauro Maia PFL                   | Acival Gomes PMDB          | 25     | Aliança Democrática (PFL, PMDB, PL, PJ)     | 45.549  | 33,30%     |
| Marcelo Déda PT                  | Edmilson Araújo PT         | 13     | PT (sem coligação)                          | 10.521  | 7,69%      |
| Jorge Carvalho PCB               | Ana Maria Brasil PCB       | 23     | PCB (sem coligação)                         | 1.372   | 1,00%      |
| José Araújo Filho PV             | Paulo Dantas PV            | 43     | PV (sem coligação)                          | 1.072   | 0,79%      |
| Fontes:                          |                            |        |                                             |         |            |